# Carson McCullers
Carson McCullers (19 de fevereiro de 1917, Columbus, Georgia – 29 de setembro de 1967, Nyack, New York) foi uma escritora estadunidense de nome de nascimento Lula Carson Smith.
A sua ficção explora o isolamento espiritual dos inadaptados e marginais do Sul dos Estados Unidos. É, também, uma pioneira do tratamento de temas como o adultério, a homossexualidade e o racismo.

## Obras
- The Heart is a Lonely Hunter (1940) - O coração é um caçador solitário
- Reflections in a Golden Eye (1941)
- The Member of the Wedding (1946)
- Clock Without Hands (1961)
- The Ballad of the Sad Café (1951)
- The Square Root of Wonderful (1958)
- Sweet as a Pickle and Clean as a Pig (1964)
- The Mortgaged Heart (1972)
- Illumination and Night Glare (1999)

## Obras publicadas em português
- O coração é um caçador solitário (1940)
- Brasil: Reflexos num olho dourado / Portugal: Reflexos nuns Olhos de Oiro (1941)
- A convidada do casamento (1946)
- A balada do café triste (1951)
- Relógio sem ponteiros (1961)